# Generální tajemník Korejské strany práce
Generální tajemník Korejské strany práce (korejsky: 조선로동당 총비서; hanča: 朝鮮勞動黨總秘書) je úřad nejvyššího představitele Korejské strany práce. Od dubna 2012 stojí v čele strany severokorejský vůdce Kim Čong-un.

## Historie
V letech 1946–1966 byl stranickému lídrovi přidělen titul předseda ústředního výboru Korejské strany práce, když tak rozhodl 1. sjezd v srpnu 1946 probíhající pod dohledem Sovětského svazu. Z jeho závěrů vyplynulo rozhodnutí zřídit dva zástupce předsedy a ustavit pětičlenné politbyro. Ústřední výbor, volený sjezdem či konferencí, obvykle volí užší vedení včetně stranického vůdce na svém prvním zasedání po stranickém sjezdu či konferenci. Předsedou se stal Kim Tu-bong, pocházející z Nové lidové strany Koreje, jenž ovšem fakticky nedisponoval reálnou mocí. Tu držel Kim Ir-sen, který ho ve funkci nahradil v roce 1949.
V roce 1966 proběhla 2. konference Korejské strany práce, která zreformovala její vnitřní strukturu. Od roku 1966 nesl úřad název generální tajemník ústředního výboru Korejské strany práce, jímž se v daném roce stal Kim Ir-sen. Funkci vykonával do svého úmrtí roku 1994. Ačkoli stranické stanovy pověřily ústřední výbor právem volby lídra, Kim Čong-il byl 8. října 1997 zvolen proklamací za generálního tajemníka Korejské strany práce (nikoli již „ústředního výboru“), a to společným prohlášením ústředního výboru a ústřední vojenské komise strany. K jeho opětovnému zvolení do funkce došlo na 3. stranické konferenci v září 2010.  
Čtvrtá stranická konference, uskutečněná v dubnu 2012, pak rozhodla o přidělení titulů pro Kim Čong-ila, jakožto „věčného generálního tajemníka Korejské strany práce a věčného předsedy Výboru národní obrany“. Nastupující stranický vůdce Kim Čong-un tak obdržel nově pojmenovaný úřad první tajemník Korejské strany práce, jímž se stal 11. dubna 2012.
V květnu 2016 byl na 7. sjezdu zřízen nový nejvyšší stranický post nazvaný předseda Korejské strany práce, který nahradil úřad prvního tajemníka. Do funkce byl 9. května 2016 zvolen severokorejský vůdce Kim Čong-un. Osmý stranický sjezd v lednu 2021 obnovil dřívější název úřadu generální tajemník Korejské strany práce.

## Seznam vůdců strany
| Osoba                    | portrét                                                               | nástup                                                      | odchod                                                      |
|                          | 1946–1966: Předseda ústředního výboru Korejské strany práce           | 1946–1966: Předseda ústředního výboru Korejské strany práce | 1946–1966: Předseda ústředního výboru Korejské strany práce |
| ------------------------ | --------------------------------------------------------------------- | ----------------------------------------------------------- | ----------------------------------------------------------- |
| Kim Tu-bong (1886–1957?) |                                                                       | 28. srpna 1946                                              | 30. června 1949                                             |
| Kim Ir-sen (1912–1994)   |                                                                       | 30. června 1949                                             | 11. října 1966                                              |
|                          | 1966–1994: Generální tajemník ústředního výboru Korejské strany práce |                                                             |                                                             |
| Kim Ir-sen               |                                                                       | 11. října 1966                                              | 8. července 1994                                            |
|                          | 1997–2011: Generální tajemník Korejské strany práce                   |                                                             |                                                             |
| Kim Čong-il (1942–2011)  |                                                                       | 8. října 1997                                               | 17. prosince 2011                                           |
|                          | 2012– : Věčný generální tajemník Korejské strany práce                |                                                             |                                                             |
| Kim Čong-il              |                                                                       | 11. dubna 2012                                              | věčný                                                       |
|                          | 2012–2016: První tajemník Korejské strany práce                       |                                                             |                                                             |
| Kim Čong-un (* 1984)     |                                                                       | 11. dubna 2012                                              | 9. května 2016                                              |
|                          | 2016–2021: Předseda Korejské strany práce                             |                                                             |                                                             |
| Kim Čong-un              |                                                                       | 9. května 2016                                              | 10. ledna 2021                                              |
|                          | Od 2021: Generální tajemník Korejské strany práce                     |                                                             |                                                             |
| Kim Čong-un              |                                                                       | 10. ledna 2021                                              | úřadující                                                   |